# Церковь Александра Невского (Смоленск)
Церковь Александра Невского — ныне несуществующая церковь в Смоленске, уничтоженная при Советской власти. Располагалась в месте пересечения современного Витебского шоссе и улицы 12 лет Октября.

## История церкви

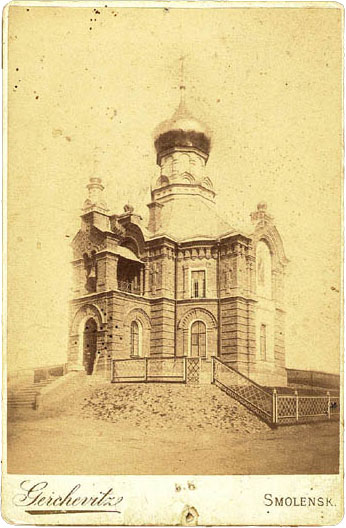
Церковь Александра Невского на открытке начала XX века

Церковь Александра Невского была поставлена в память спасения царской семьи во время крушения поезда под Харьковом в 1888 году. В 1889 году на собрании попечительского совета Николаевской церкви, числившейся при тюрьме, его председатель Владимир Тилень внёс предложение о строительстве новой церкви. Данное предложение встретило поддержку у министра внутренних дел и руководства главного тюремного управления в Санкт-Петербурге. Благодаря ходатайству смоленского губернатора Сосновского на строительство было выделено 2 тысячи рублей из денег главного тюремного управления.
Закладка церкви состоялась 17 октября 1890 года, во вторую годовщину катастрофы, и проводилась смоленским епископом Гурием. Церковь строилась в течение двух лет из-за постоянной нехватки денежных средств. В июне 1892 года церковь посетил начальник смоленской тюрьмы Ерыхайлов, который одобрил её строительство.
Основание церкви представляло собой крест. Церковь была каменной, трёхглавой, купола были вызолочены червонным золотом. Кровля церкви была железной, покрашенной в медный цвет. На южной стороне располагалась икона Спасителя Благословляющего, а над входной дверью располагался образ Спаса Нерукотворного, который был принесён в дар владельцем изразцовой фабрики Будниковым. Над притвором находилась каменная колокольня. Внутри церкви имелось две изразцовых печи. Церковный иконостас был изготовлен из дуба и богато украшен орнаментом. Пол церкви был вымощен каменными щитами, которые также были подарены церкви Будниковым. Церковь была небольшой, вмещала приблизительно 400[уточнить] человек.
11 октября 1892 года церковь была освящена во имя святого князя Александра Невского. На освящении присутствовали все высокопоставленные лица Смоленска.
Когда началось строительство моста через Днепр и прокладка по нему трамвайных путей, церковь оказалась расположенной на дороге, которая вела на Покровскую гору (ныне — Заднепровский район Смоленска).
3 июля 1929 года церковь была закрыта, и в том же году разобрана. На её месте были проложены трамвайные рельсы.